# Volksentscheid zum Tempelhofer Feld in Berlin
Der Volksentscheid zum Tempelhofer Feld wurde am Sonntag, dem 25. Mai 2014 in Berlin durchgeführt. Die im Volksbegehren eingebrachte Vorlage wurde im Volksentscheid mehrheitlich angenommen. Die vom Abgeordnetenhaus alternativ eingebrachte Vorlage wurde hingegen von einer Mehrheit der Abstimmenden abgelehnt. Über beide Vorlagen konnte in einem gemeinsamen Stimmgang jeweils getrennt mit „Ja“ oder „Nein“ gestimmt werden.

## Volksbegehren und Volksentscheid
Im September 2011 gründete sich im östlich an die Parkfläche angrenzenden Schillerkiez unter dem Titel 100 % Tempelhofer Feld eine Bürgerinitiative mit dem Ziel, die Nachnutzungspläne des Senats im Wege eines Volksbegehrens zu kippen und eine Bebauung des Geländes zu verhindern. Nach Vorstellung der Initiative soll die Freifläche der Öffentlichkeit vollständig erhalten bleiben und weder mit Neubauten der Landesbibliothek, Wohn- und Gewerbeimmobilien, noch der Internationalen Gartenausstellung versehen werden.

### Bürgerinitiative100% Tempelhofer Feld

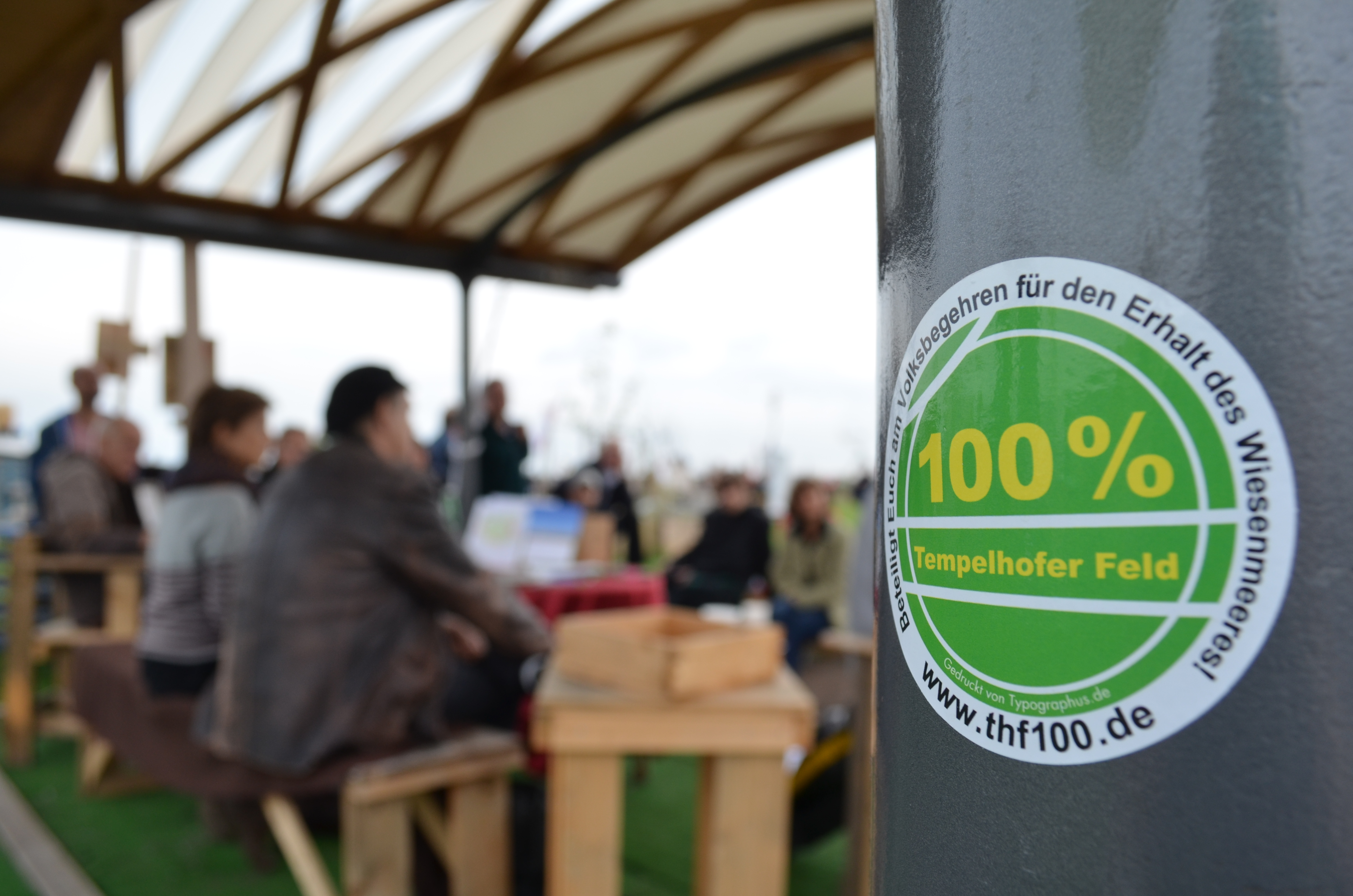
Die Initiative 100 % Tempelhofer Feld setzt sich dafür ein, dass das Flughafengelände in seiner jetzigen Form beibehalten und nicht bebaut wird

Die Bürgerinitiative 100 % Tempelhofer Feld  engagiert sich für den Erhalt des gesamten 380 Hektar großen Tempelhofer Feldes aufgrund seiner Leistungs- und Funktionsfähigkeit im Naturhaushalt, der Eigenart und Schönheit seiner Landschaft, seiner Erholungsfunktion, seiner kulturhistorischen Bedeutung, sowie als Ort des Gedenkens an die Opfer des Nationalsozialismus. Ziel der Bürgerinitiative ist es, das Tempelhofer Feld als innerstädtischen Freiraum mit besonderen Eigenschaften und Funktionen dauerhaft zu erhalten, in diesem Sinne weiterzuentwickeln und vor gefährdenden und verändernden Eingriffen zu schützen.

### Volksentscheid
Um dieses Ziel gegebenenfalls auch gegen die Mehrheit des Abgeordnetenhauses des Landes Berlin durchzusetzen, organisierte die Bürgerinitiative 100 % Tempelhofer Feld einen Volksentscheid. Der Entwurf des Gesetzes zum Erhalt des Tempelhofer Feldes (ThFG) wurde am 27. Juli 2012 bei der Senatsverwaltung eingereicht. Diese Fassung des Gesetzes enthielt noch keine der benannten Anlagen und keine Begründung. Sie wurde innerhalb der Initiative abgestimmt und unter dem Vorbehalt einzelner, thematisch bereits definierter Änderungen und Ergänzungen bestätigt. Jede Weitergabe oder Veröffentlichung sollte mit diesem Hinweis versehen sein.
Gegenstand des Schutzes und der Erhaltung im Sinne des § 2 THFG sind die folgenden Sachverhalte:

„Das Tempelhofer Feld in seiner Gesamtheit ist wegen
- seiner Leistungs- und Funktionsfähigkeit im Naturhaushalt,
- der Eigenart und Schönheit seiner Landschaft,
- seines Nutzens für die Erholung,
- seiner kulturhistorischen Bedeutung und als Ort Berliner Geschichte, der Flugfahrt und des Gedenkens der Opfer des Nationalsozialismus von einmaligem Wert.

Es hat diesen Wert unabhängig von öffentlichen oder privaten Investitionen.“

Der Antrag auf ein Volksbegehren wurde im Herbst 2012 bekanntgemacht, die Sammlung der Unterschriften begann am 18. Dezember 2012. Bereits am 31. Januar 2013 überreichte die Initiative über 33.000 Unterschriften, von denen die Senatsverwaltung am 18. Februar insgesamt 28.147 als gültig bestätigte und das geforderte Quorum von 20.000 gültigen Unterschriften damit überschritten wurde. Da das Abgeordnetenhaus den Gesetzentwurf bis zum Ablauf der Frist am 17. August 2013 nicht übernahm, meldete die Initiative die Durchführung eines Volksbegehrens an. Zum Ende der hierfür festgelegten Frist vom 14. September 2013 bis zum 13. Januar 2014 wurden nach Angaben der Initiative der Landeswahlleitung rund 222.000 Unterschriften vorgelegt.

## Ergebnis
Der Volksentscheid fand am 25. Mai 2014 zusammen mit der Europawahl statt. Für den Erfolg des Volksentscheides mussten zum einen die Mehrheit der Abstimmenden und mindestens 25 % der Wahlberechtigten (das heißt rund 625.000 Berliner) zustimmen. Diese Zahl wurde deutlich übertroffen. Von 2.491.365 abstimmungsberechtigten Berlinern beteiligten sich 1.149.145 (46,1 %), wovon wiederum 739.124 (29,7 % der Wahlberechtigten) für die Gesetzesinitiative der Initiatoren der Volksabstimmung stimmten. In allen Bezirken Berlins stimmte die Mehrheit der Teilnehmenden für den Gesetzesentwurf der Bürgerinitiative. Das Volksgesetz (ThF-Gesetz) ist nach seiner Veröffentlichung im Gesetz- und Verordnungsblatt am 25. Juni 2014 in Kraft getreten.
| Bezirk                     | Beteili- gung | Gesetzesentwurf       | Gesetzesentwurf          | Gesetzesentwurf                   | Gesetzesentwurf                 | Gesetzesentwurf                 | Gesetzesentwurf                   |
| Bezirk                     | Beteili- gung | der Volksinitiative   | der Volksinitiative      | der Volksinitiative               | des Berliner Abgeordnetenhauses | des Berliner Abgeordnetenhauses | des Berliner Abgeordnetenhauses   |
| Bezirk                     | Beteili- gung | Ja · (Teil- · nehmer) | Ja · (Stimm- · berecht.) | Nein/ Ungültig · (Teil- · nehmer) | Ja · (Teil- · nehmer)           | Ja · (Stimm- · berecht.)        | Nein/ Ungültig · (Teil- · nehmer) |
| -------------------------- | ------------- | --------------------- | ------------------------ | --------------------------------- | ------------------------------- | ------------------------------- | --------------------------------- |
| Mitte                      | 45,2          | 65,2                  | 29,5                     | 34,8                              | 39,9                            | 18,0                            | 60,1                              |
| Friedrichshain-Kreuzberg   | 54,2          | 77,0                  | 41,8                     | 23,0                              | 26,8                            | 14,5                            | 73,2                              |
| Pankow                     | 46,4          | 62,5                  | 29,0                     | 37,6                              | 43,9                            | 20,4                            | 56,1                              |
| Charlottenburg-Wilmersdorf | 52,8          | 60,7                  | 32,1                     | 39,3                              | 45,7                            | 24,2                            | 54,3                              |
| Spandau                    | 39,4          | 59,0                  | 23,2                     | 41,0                              | 48,0                            | 18,9                            | 52,0                              |
| Steglitz-Zehlendorf        | 56,2          | 61,2                  | 34,4                     | 38,7                              | 41,5                            | 23,3                            | 58,5                              |
| Tempelhof-Schöneberg       | 53,2          | 69,4                  | 36,9                     | 30,6                              | 33,3                            | 17,7                            | 66,7                              |
| Neukölln                   | 46,2          | 74,4                  | 34,4                     | 25,6                              | 29,4                            | 13,6                            | 70,6                              |
| Treptow-Köpenick           | 43,5          | 63,8                  | 27,8                     | 36,2                              | 42,3                            | 18,4                            | 57,6                              |
| Marzahn-Hellersdorf        | 32,9          | 57,5                  | 18,9                     | 42,5                              | 51,5                            | 16,9                            | 48,5                              |
| Lichtenberg                | 36,5          | 60,0                  | 21,9                     | 40,0                              | 46,5                            | 17,0                            | 53,5                              |
| Reinickendorf              | 43,9          | 55,5                  | 24,4                     | 44,4                              | 48,4                            | 21,3                            | 51,5                              |
| Land Berlin (gesamt)       | 46,1          | 64,3                  | 29,6                     | 35,8                              | 40,8                            | 18,8                            | 59,2                              |

### Karten

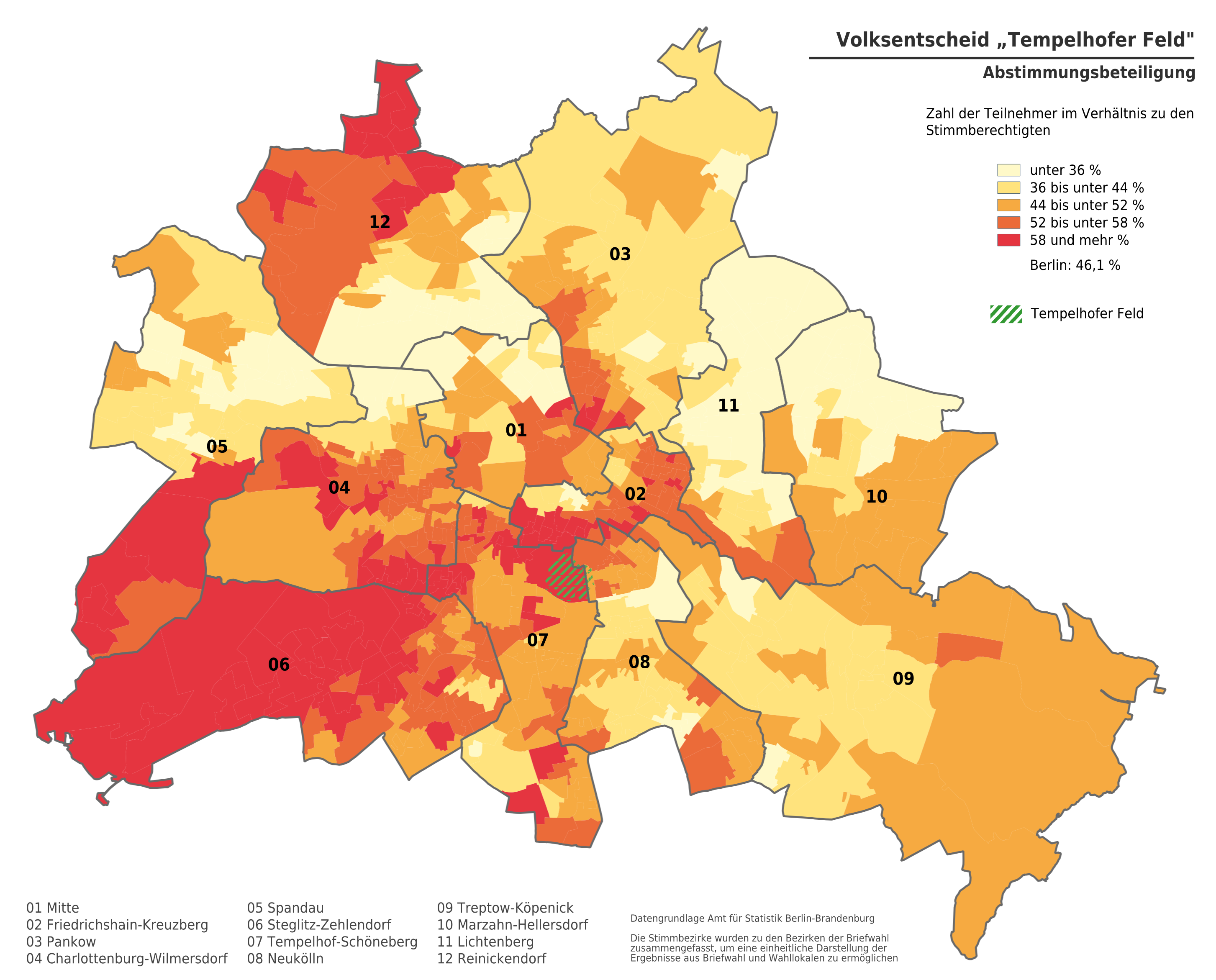
Abstimmungsbeteiligung
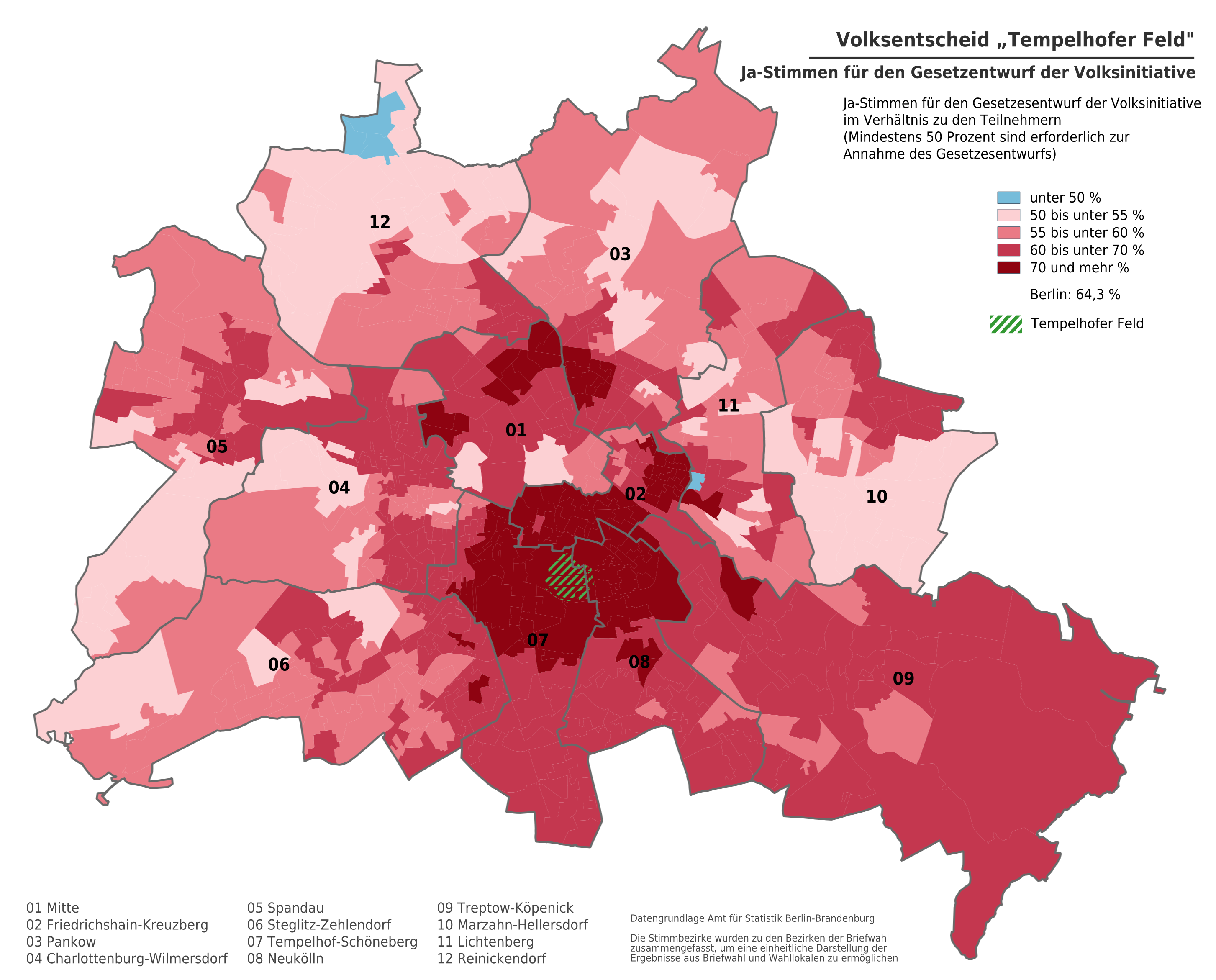
Ja-Stimmen für den Gesetzesentwurf der Volksinitiative im Verhältnis zu den Teilnehmern
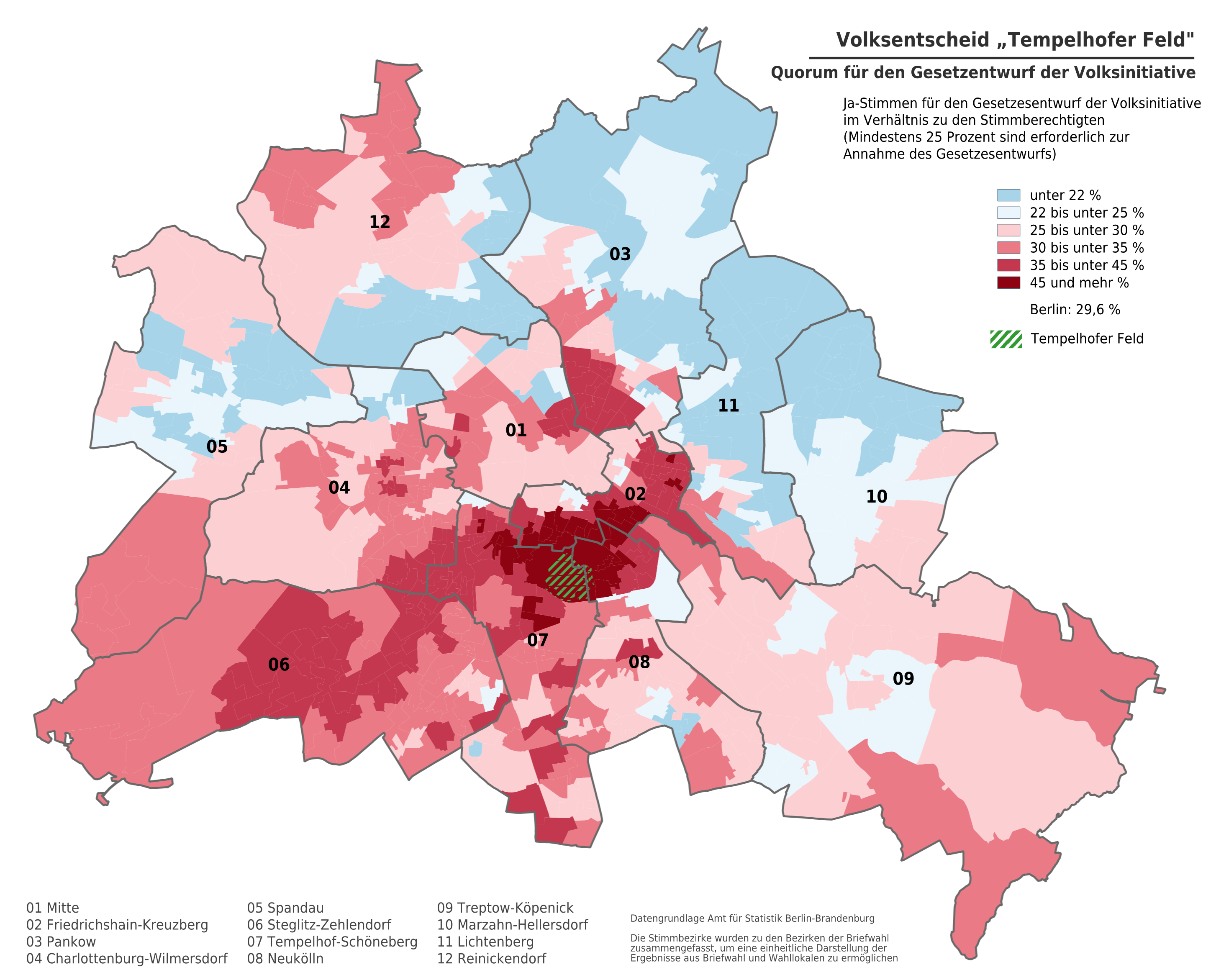
Ja-Stimmen für den Gesetzesentwurf der Volksinitiative im Verhältnis zu den Stimmberechtigten